# Вера Томановић
Вера Томановић – (Призрен, 10. јун 1933 — Београд 11. фебруар 2012) била је југословенска и српска позоришна, телевизијска и филмска глумица. Најпознатије улоге играла је у филмовима Суфле, Вартекс и телевизијској серији Дипломци. Први улогу остварила је у серији Детелина са три листа из 1963. године. Завршила је Академију за позоришну уметност у Београду (данас ФДУ). У периоду од 1. септембра 1956 - 15. августа 1960. године била је чланица Народног позоришта у Нишу, а од 16. августа 1960. до 15. августа 1962. године била је ангажована у драми Српског народног позоришта, одакле је прешла у Дубровачко позориште.

## Филмографија
| Год.   | Назив                    | Улога                   |
| ------ | ------------------------ | ----------------------- |
| 1960-е |                          |                         |
| 1963.  | Детелина са три листа    |                         |
| 1966.  | Вартекс                  |                         |
| 1968.  | Максим нашег доба        |                         |
| 1969.  | Самци 2                  |                         |
| 1969.  | Рађање радног народа     | Стака                   |
| 1969.  | Суфле                    |                         |
| 1970-е |                          |                         |
| 1970.  | Љубав на сеоски начин    | матичарка               |
| 1971.  | Цео живот за годину дана | Илонка/радна колегиница |
| 1971.  | Дипломци                 | Будина сестра           |
| 1975.  | Песма                    |                         |